# Gare de Matsuyama
La gare de Matsuyama (松山駅, Matsuyama-eki) est une gare ferroviaire située à Matsuyama, dans la préfecture d'Ehime au Japon. C'est la principale gare de la ville pour les trains longue distance. Elle est exploitée par la JR Shikoku.

## Situation ferroviaire
Gare de passage, la gare de Matsuyama est située au point kilométrique (PK) 194,4 de la ligne Yosan.

## Histoire
La gare de Matsuyama a été inaugurée le 3 avril 1927.

## Service des voyageurs

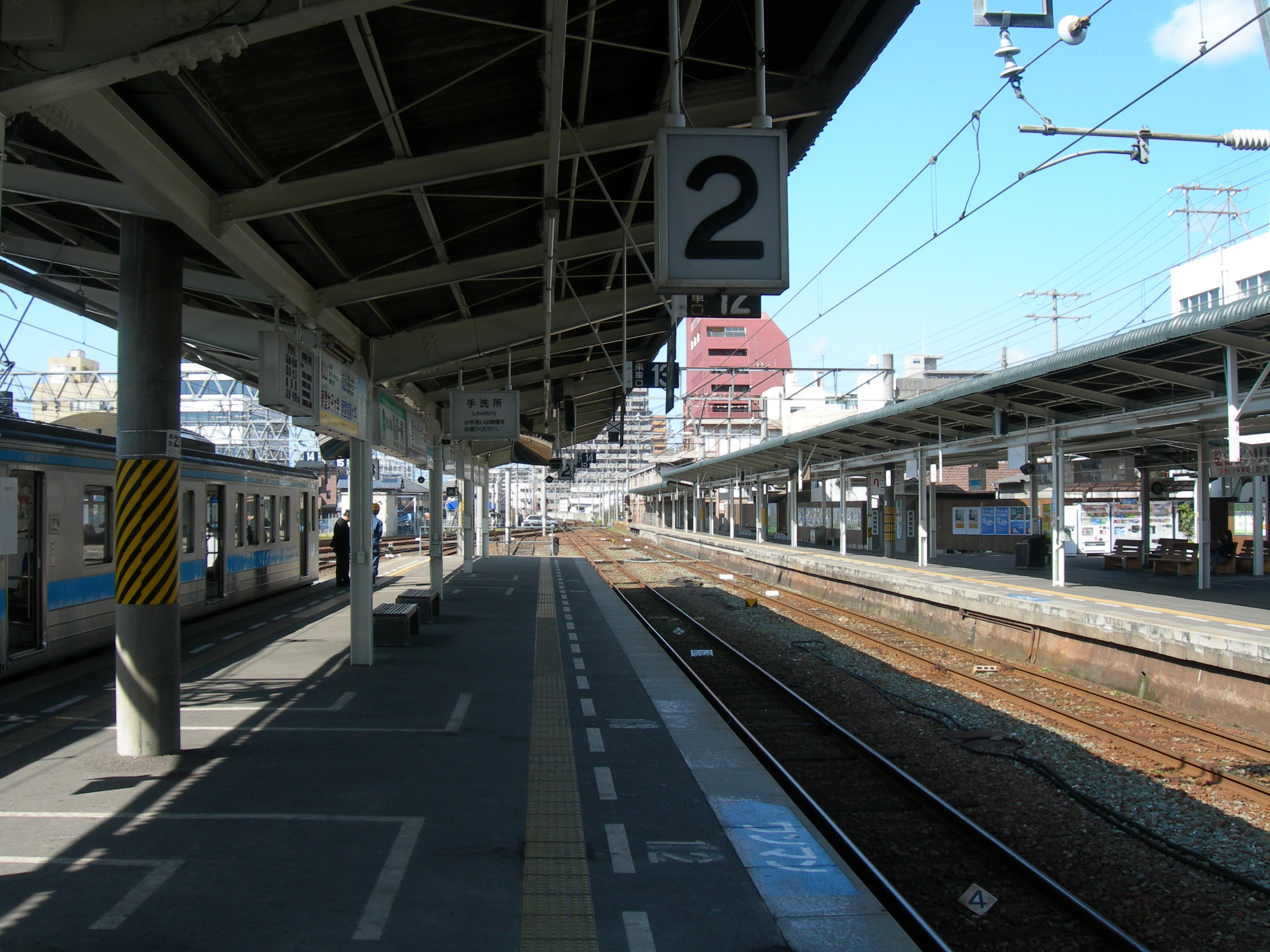
Vue des quais.

### Accueil
La gare dispose d'un bâtiment voyageurs, avec guichets, ouvert tous les jours de 4h50 à 23h05.

### Desserte
- Ligne Yosan :
  - voies 1 à 3 :  direction Takamatsu, Okayama et Uwajima

### Intermodalité
Le tramway de Matsuyama passe à proximité de la gare de Matsuyama (arrêt Matsuyama-Ekimae).